# روت (آلاباما)
روت (به انگلیسی: Ruth) یک منطقهٔ مسکونی در ایالات متحده آمریکا است که در آلاباما واقع شده‌است. روت ۲۹۶٫۸۸ متر بالاتر از سطح دریا واقع شده‌است.